# アサダニッキ
アサダ ニッキ（9月19日 - ）は、日本の漫画家。女性。島根県出雲市出身。血液型はA型。自画像はピンクのウサギ。

## 来歴
2000年ごろ、ネット上でイラストサイトを開設し、雑誌にイラストを投稿、4コマ漫画も掲載する（サイトは後に閉鎖）。その後同人活動を始め、4コマ誌にて商業デビューするも、仕事との兼ね合いもあり一旦商業活動を辞め、同人に戻った。同人時代はある「野球漫画」の二次創作同人誌を多数刊行し、コミックマーケットにも出展した。
2008年ごろ、読み切り作品にて商業誌再デビュー。2010年（平成22年）、「新世代ざんねんラブコメ」作品である「青春しょんぼりクラブ」が全3回の短期連載として『月刊プリンセス』に掲載され、さらに長期連載作品となる。また、同作を読んだ編集者の声掛けにより「ゆるゆる推理コメディ」作品「名探偵部このあとすぐ!」、縁結びの神様のいる島根県が舞台の恋愛作品「ナビガトリア」などの連載も始まり、2013年4月には同時刊行された3冊の単行本の、出版社を跨ったフェアも実施された。
『手塚治虫「ブラック・ジャック」40周年アニバーサリー! ピノコトリビュート アッチョンブリケ!』や『弱虫ペダル公式アンソロジー 放課後ペダル』といった秋田書店のアンソロジーに寄稿することが多い。

## 作品リスト

### 漫画作品
| 作品名                                     | 掲載誌                              | 出版社       | 掲載号                                                                        | 収録単行本                                 | 備考                                                                     |
| ------------------------------------------ | ----------------------------------- | ------------ | ----------------------------------------------------------------------------- | ------------------------------------------ | ------------------------------------------------------------------------ |
| 好きだけ聞きたい                           | 月刊プリンセス                      | 秋田書店     | 2009年6月号                                                                   | （未収録）                                 | 読み切り作品。                                                           |
| よわとも（0話）                            | PASH!                               | 主婦と生活社 | 2010年11月号                                                                  | （未刊行）                                 | 4コマ漫画作品。後に連載化。                                              |
| よわとも（1話）                            | コミックPASH!（紙雑誌）             | 主婦と生活社 | 2010年 Vol.1                                                                  | （未刊行）                                 | 4コマ漫画作品。                                                          |
| 青春しょんぼりクラブ                       | 月刊プリンセス                      | 秋田書店     | 2010年12月号 - 2011年2月号、2011年5月号 - 2017年6月号                         | 青春しょんぼりクラブ                       | 当初短期集中連載。後に連載化。単行本全16巻。                             |
| 名探偵部このあとすぐ!                      | アルティマエース→角川ニコニコエース | 角川書店     | 2012年Vol.2（1月号） - 2012年Vol.7（11月号）、角川ニコニコエースVol.75        | 名探偵部このあとすぐ!                      | 第1回は読み切りとして掲載。後に連載化。 単行本全1巻。                    |
| ハートフルレイニーデー                     | BOX-AiR                             | 講談社       | 2011年9号                                                                     | （未収録）                                 | ショートショート作品。                                                   |
| 七月幻燈                                   | comicスピカ                         | 幻冬舎       | 2012年6月号                                                                   | （未収録）                                 | 読み切り作品。                                                           |
| ナビガトリア                               | BE・LOVE                            | 講談社       | 2012年15号 - 2014年19号（隔月）                                               | ナビガトリア                               | 読み切りの連載化。単行本全3巻。                                          |
| よわとも                                   | PASH!→コミックPASH!（web雑誌）      | 主婦と生活社 | 2012年7月号 - 連載中                                                          | よわとも                                   | 読み切りの連載化。web雑誌に移籍。単行本既刊1巻（2014年1月16日現在）。    |
| 花澤香菜エッセイ「かながたり」掲載漫画     | 月刊ニュータイプ                    | 角川書店     | 2012年7月号 - 連載中                                                          | かながたり。 かなばかり。                  | 漫画/カット部分担当                                                      |
| おやすみ、リトルレディ                     | 月刊プリンセス                      | 秋田書店     | 2013年7月号                                                                   | ピノコトリビュート アッチョンブリケ!       | 読み切り作品。アンソロジーに収録。                                       |
| 星上くんはどうかしている                   | デザート                            | 講談社       | 2014年7月号 - 2016年11月号                                                    | 星上くんはどうかしている                   | 単行本全5巻。                                                            |
| チーム2人の田所さん 危機一髪               | 月刊プリンセス                      | 秋田書店     | 2015年4月号                                                                   | 放課後ペダル3                              | 読み切り作品。アンソロジーに収録。                                       |
| 王子が私をあきらめない!                    | ARIA→なかよし                       | 講談社       | ARIA：2015年4月号 - 2018年6月号（休刊号） なかよし：2018年8月号 - 2022年8月号 | 王子が私をあきらめない!                    | 『ARIA』では隔月で連載。同誌休刊のため『なかよし』に移籍。単行本全12巻。 |
| 恋とヒミツの学生寮                         | デザート                            | 講談社       | 2017年3月号 - 2018年11月号                                                    | 恋とヒミツの学生寮                         | 単行本全4巻。                                                            |
| あの鐘を鳴らすのは少なくともおまえじゃない | 月刊プリンセス                      | 秋田書店     | 2018年2月号（読み切り掲載） 2019年6月号 - 2021年4月号                         | あの鐘を鳴らすのは少なくともおまえじゃない | 単行本全3巻。                                                            |
| きみと青い春のはじまり                     | デザート                            | 講談社       | 2020年9月号 - 2021年9月号                                                     | きみと青い春のはじまり                     | 単行本全5巻。                                                            |
| 月読くんの禁断お夜食                       | BE・LOVE                            | 講談社       | 2021年11月号（プロローグ読み切り） 2022年2月号 - 2024年10月号                 | 月読くんの禁断お夜食                       | 単行本全6巻。                                                            |
| 甘やかさないでメイドくん!                  | Palcy                               | 講談社       | 2024年5月26日 - 2025年3月16日                                                 | 甘やかさないでメイドくん!                  | 単行本全2巻。                                                            |
| やわはだに春雷                             | BE・LOVE                            | 講談社       | 2025年5月号 - 連載中                                                          | -                                          |                                                                          |

### イラストレーション
| 作品名                   | 掲載誌                   | 出版社など   | 掲載号       | 収録単行本 | 備考                     |
| ------------------------ | ------------------------ | ------------ | ------------ | ---------- | ------------------------ |
| 萌えシチュ               | ARIA                     | 講談社       | 2011年11月号 | （未収録） | イラスト&エッセイ        |
| 特集「部活男子」イラスト | Webコミックマガジンmarun | スターツ出版 | 2013年       | （未収録） | トップページイラスト。   |
| 描きおろしイラスト       |                          | 浅田飴       | 2018年       | （未収録） | クリアファイルイラスト。 |

### 装画・挿絵
| 作品名                           | 著者                                       | 出版社   | レーベル         | 発売時期              | 備考           |
| -------------------------------- | ------------------------------------------ | -------- | ---------------- | --------------------- | -------------- |
| 翻訳会社「タナカ家」の災難       | 千梨らく                                   | 宝島社   | 宝島社文庫       | 2013年9月             | 装画           |
| 響け！ ユーフォニアムシリーズ    | 武田綾乃                                   | 宝島社   | 宝島社文庫       | 2013年12月 -          | 装画           |
| 吹奏楽部だった奴にありがちなこと | 佐藤部長（佐藤英典 by ロケットニュース24） | 宝島社   | 宝島SUGOI文庫    | 2014年11月            | 装画・挿絵     |
| かながたり。 かなばかり。        | 花澤香菜                                   | KADOKAWA |                  | 2015年7月             | イラスト・漫画 |
| オン・ステージ！シリーズ         | 高田由紀子                                 | ポプラ社 | ポプラキミノベル | 2021年4月 - 2022年4月 | 装画・挿絵     |

### 漫画単行本
| 出版順 | 書籍名                                     | 出版社/レーベル                 | 巻数    | 初版発行年月日（奥付） | ISBN                   | 備考                          |
| ------ | ------------------------------------------ | ------------------------------- | ------- | ---------------------- | ---------------------- | ----------------------------- |
| 1      | 青春しょんぼりクラブ                       | 秋田書店/プリンセスコミックス   | 1       | 2011年7月30日          | ISBN 978-4-253-07434-6 | 第1巻が初コミックス。全16巻。 |
| 1      | 青春しょんぼりクラブ                       | 秋田書店/プリンセスコミックス   | 2       | 2011年12月30日         | ISBN 978-4-253-07435-3 | 第1巻が初コミックス。全16巻。 |
| 1      | 青春しょんぼりクラブ                       | 秋田書店/プリンセスコミックス   | 3       | 2012年5月30日          | ISBN 978-4-253-07449-0 | 第1巻が初コミックス。全16巻。 |
| 1      | 青春しょんぼりクラブ                       | 秋田書店/プリンセスコミックス   | 4       | 2012年11月30日         | ISBN 978-4-253-07490-2 | 第1巻が初コミックス。全16巻。 |
| 1      | 青春しょんぼりクラブ                       | 秋田書店/プリンセスコミックス   | 5       | 2013年4月30日          | ISBN 978-4-253-07493-3 | 第1巻が初コミックス。全16巻。 |
| 1      | 青春しょんぼりクラブ                       | 秋田書店/プリンセスコミックス   | 6       | 2013年8月16日発売      | ISBN 978-4-253-07494-0 | 第1巻が初コミックス。全16巻。 |
| 1      | 青春しょんぼりクラブ                       | 秋田書店/プリンセスコミックス   | 7       | 2014年1月16日発売      | ISBN 978-4-253-07496-4 | 第1巻が初コミックス。全16巻。 |
| 1      | 青春しょんぼりクラブ                       | 秋田書店/プリンセスコミックス   | 8       | 2014年5月30日          | ISBN 978-4-253-27106-6 | 第1巻が初コミックス。全16巻。 |
| 1      | 青春しょんぼりクラブ                       | 秋田書店/プリンセスコミックス   | 9       | 2014年12月16日発売     | ISBN 978-4-253-27107-3 | 第1巻が初コミックス。全16巻。 |
| 1      | 青春しょんぼりクラブ                       | 秋田書店/プリンセスコミックス   | 10      | 2015年5月15日発売      | ISBN 978-4-253-27108-0 | 第1巻が初コミックス。全16巻。 |
| 1      | 青春しょんぼりクラブ                       | 秋田書店/プリンセスコミックス   | 11      | 2015年11月16日発売     | ISBN 978-4-253-27109-7 | 第1巻が初コミックス。全16巻。 |
| 1      | 青春しょんぼりクラブ                       | 秋田書店/プリンセスコミックス   | 12      | 2016年4月15日発売      | ISBN 978-4-253-27110-3 | 第1巻が初コミックス。全16巻。 |
| 1      | 青春しょんぼりクラブ                       | 秋田書店/プリンセスコミックス   | 13      | 2016年9月16日発売      | ISBN 978-4-253-27117-2 | 第1巻が初コミックス。全16巻。 |
| 1      | 青春しょんぼりクラブ                       | 秋田書店/プリンセスコミックス   | 14      | 2017年5月17日発売      | ISBN 978-4-253-27118-9 | 第1巻が初コミックス。全16巻。 |
| 1      | 青春しょんぼりクラブ                       | 秋田書店/プリンセスコミックス   | 15      | 2017年8月16日発売      | ISBN 978-4-253-27119-6 | 第1巻が初コミックス。全16巻。 |
| 1      | 青春しょんぼりクラブ                       | 秋田書店/プリンセスコミックス   | 16      | 2018年3月16日発売      | ISBN 978-4-253-27120-2 | 第1巻が初コミックス。全16巻。 |
| 2      | 名探偵部このあとすぐ!                      | 角川書店/角川コミックエース     | 全1巻   | 2013年4月16日          | ISBN 978-4-04-120671-3 |                               |
| 3      | ナビガトリア                               | 講談社/講談社コミックス BE LOVE | 1       | 2013年4月16日発売      | ISBN 978-4-06-380385-3 | 全3巻。                       |
| 3      | ナビガトリア                               | 講談社/講談社コミックス BE LOVE | 2       | 2014年1月16日発売      | ISBN 978-4-06-380415-7 | 全3巻。                       |
| 3      | ナビガトリア                               | 講談社/講談社コミックス BE LOVE | 3       | 2015年1月13日発売      | ISBN 978-4-06-380455-3 | 全3巻。                       |
| 4      | よわとも                                   | 主婦と生活社/PASH! COMICS       | 1       | 2014年1月16日発売      | ISBN 978-4-39-114459-8 | 既刊1巻。                     |
| 5      | 星上くんはどうかしている                   | 講談社/KCデザート               | 全5巻   | 2014年 - 2016年刊      |                        |                               |
| 6      | 王子が私をあきらめない！                   | 講談社/KCデラックス ARIA        | 1       | 2016年11月11日発売     | ISBN 978-4-06-380888-9 | 全12巻。                      |
| 6      | 王子が私をあきらめない！                   | 講談社/KCデラックス ARIA        | 2       | 2017年7月13日発売      | ISBN 978-4-06-393237-9 | 全12巻。                      |
| 6      | 王子が私をあきらめない！                   | 講談社/KCデラックス ARIA        | 3       | 2018年2月13日発売      | ISBN 978-4-06-511008-9 | 全12巻。                      |
| 6      | 王子が私をあきらめない！                   | 講談社/KCデラックス ARIA        | 4       | 2018年8月9日発売       | ISBN 978-4-06-512421-5 | 全12巻。                      |
| 6      | 王子が私をあきらめない！                   | 講談社/KCデラックス ARIA        | 5       | 2019年2月13日発売      | ISBN 978-4-06-514601-9 | 全12巻。                      |
| 6      | 王子が私をあきらめない！                   | 講談社/KCデラックス ARIA        | 6       | 2019年8月9日発売       | ISBN 978-4-06-516744-1 | 全12巻。                      |
| 6      | 王子が私をあきらめない！                   | 講談社/KCデラックス ARIA        | 7       | 2020年2月13日発売      | ISBN 978-4-06-518576-6 | 全12巻。                      |
| 6      | 王子が私をあきらめない！                   | 講談社/KCデラックス ARIA        | 8       | 2020年8月12日発売      | ISBN 978-4-06-520571-6 | 全12巻。                      |
| 6      | 王子が私をあきらめない！                   | 講談社/KCデラックス ARIA        | 9       | 2021年2月12日発売      | ISBN 978-4-06-522265-2 | 全12巻。                      |
| 6      | 王子が私をあきらめない！                   | 講談社/KCデラックス ARIA        | 10      | 2021年8月12日発売      | ISBN 978-4-06-524506-4 | 全12巻。                      |
| 6      | 王子が私をあきらめない！                   | 講談社/KCデラックス ARIA        | 11      | 2022年2月10日発売      | ISBN 978-4-06-526795-0 | 全12巻。                      |
| 6      | 王子が私をあきらめない！                   | 講談社/KCデラックス ARIA        | 12      | 2022年8月12日発売      | ISBN 978-4-06-528832-0 | 全12巻。                      |
| 7      | 恋とヒミツの学生寮                         | 講談社/KCデザート               | 1       | 2017年6月13日発売      | ISBN 978-4-06-365912-2 | 全4巻。                       |
| 7      | 恋とヒミツの学生寮                         | 講談社/KCデザート               | 2       | 2017年11月13日発売     | ISBN 978-4-06-510407-1 | 全4巻。                       |
| 7      | 恋とヒミツの学生寮                         | 講談社/KCデザート               | 3       | 2018年5月11日発売      | ISBN 978-4-06-511464-3 | 全4巻。                       |
| 7      | 恋とヒミツの学生寮                         | 講談社/KCデザート               | 4       | 2018年11月13日発売     | ISBN 978-4-06-513575-4 | 全4巻。                       |
| 8      | あの鐘を鳴らすのは少なくともおまえじゃない | 秋田書店/プリンセスコミックス   | 全3巻   | 2019年 - 2021年刊      |                        |                               |
| 9      | きみと青い春のはじまり                     | 講談社/KCデザート               | 全5巻   | 2019年 - 2021年刊      |                        |                               |
| 10     | 月読くんの禁断お夜食                       | 講談社/BE・LOVEKC               | 既刊6巻 | 2022年 - 刊            |                        |                               |

- 2013年（平成25年）4月に『青春しょんぼりクラブ』第5巻、『名探偵部このあとすぐ!』、『ナビガトリア』第1巻がほぼ同時発売された際「3冊同時発売記念」として「3社合同フェア」が開催され、直筆イラストレーション入り色紙がプレゼントされた[9]。